# هيرناندو تيخادا
هيرناندو تيخادا (بالإسبانية: Hernando Tejada)‏ هو رسام كولومبي، ولد في 1 فبراير 1924 في بيريرا في كولومبيا، وتوفي في 1 يونيو 1998 في مدينة كالي في كولومبيا.